# Луї-Габріель-Ежен Ізабе
Луї-Габріель-Ежен Ізабе (фр. Eugène-Louis-Gabriel Isabey; 22 липня 1803, Париж — 25 квітня 1886, Ланьї, Монтеврен) — французький художник-аквареліст, літограф, син і учень Жана-Батіста Ізабе.

## Біографічні відомості
Народився Луї-Габріель у Парижі 22 липня 1803 року.
Будучи ведучим мариністом романтичного напряму, Ізабе спочатку займався майже виключно зображенням морських видів і предметів неживої природи. Найкращі з його творів в цьому роді — «Гонфлерський берег», «Буря біля берегів Д'єппа».
Під впливом Річарда Бонінгтона він створював жанрові твори та акварелі, які були набагато реалістичнішими, аніж попередні. Це історичні картини, портрети з елементами ліризму, драматизму. Головні з його творів цієї категорії — «Перевезення праху Наполеона до Парижа», «Одруження Генріха IV».
Будучи послідовником колоризму Делакруа, художник створював картини та акварелі, які відрізнялися блискучим і сильним колоритом, витонченим підбором кольорових поєднань. Згодом Ізабе став зображувати старовинні замки та церкви, з фігурами людей в костюмах і обстановці колишнього часу. Головні з його творів цієї категорії — «Король Людовик-Філіп зустрічає королеву Вікторію в Трепоре», «Від'їзд королеви Вікторії з Франції».
Помер Ежен Ізабе в Ланьї поблизу Парижа 25 квітня 1886 року.

## Основні твори
- Буря біля Сен-Мало / Tempête devant Saint-Malo
- Буря біля берегів Д'єппа / Falaises en Normandie, Château-Musée de Dieppe
- Перевезення праху Наполеона до Парижа / Repatriación de las cenizas de Napoleón a bordo de La Belle Poule
- Загибель «Емілі» / Naufrage du trois mâts «Emily»
- Спокуса святого Антонія / Kuszenie św. Antoniego
- Гонфлерський берег
- Від'їзд королеви Вікторії з Франції
- Король Людовик-Філіп зустрічає королеву Вікторію в Трепорі
- Морська битва при Тексель
- Відплиття Рейтера і Віллема де Вітта
- Церковне свято в Дельфті
- Одруження Генріха IV
- Дерев'яний міст

## Галерея

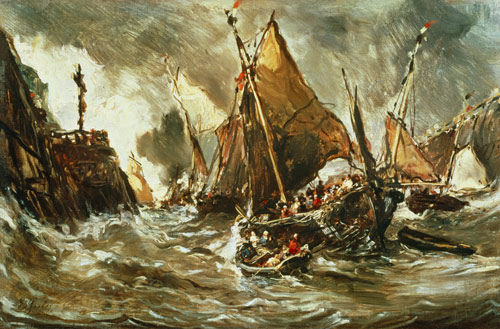
Буря біля Сен-Мало
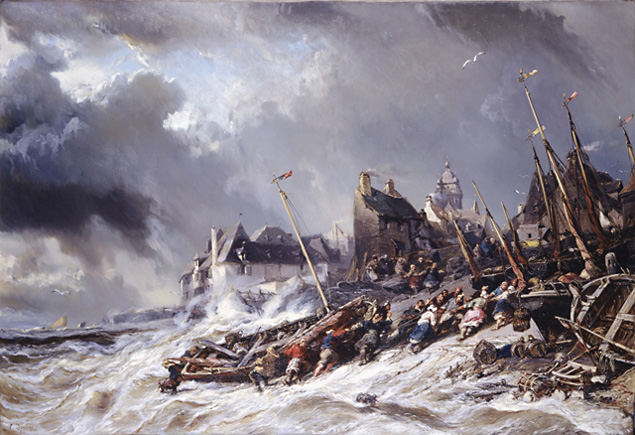
Гонфлерський берег
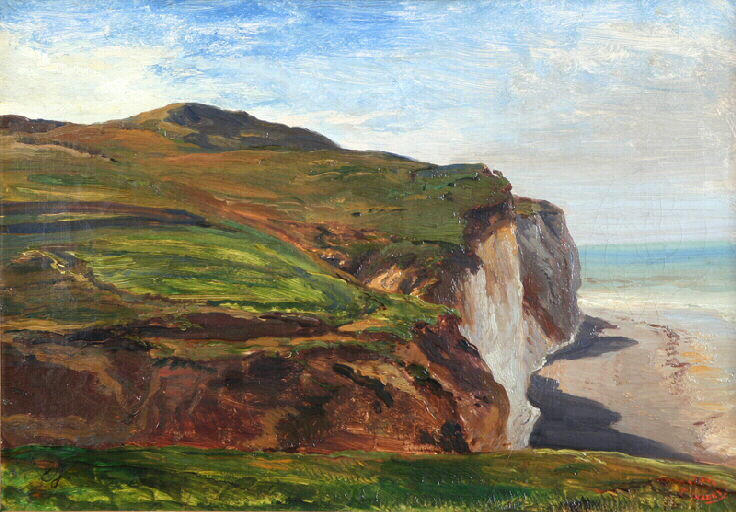
Буря біля берегів Д’єппа
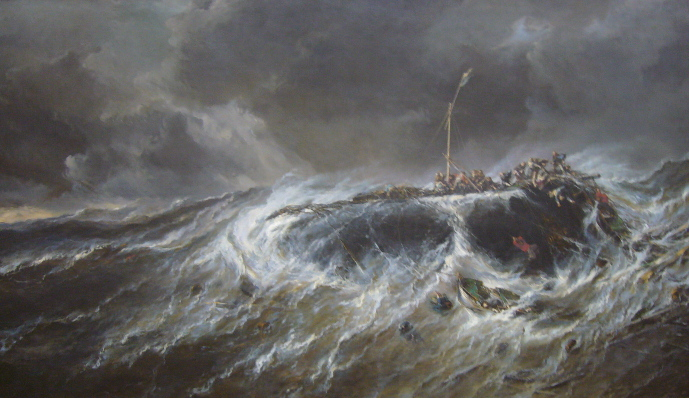
Загибель «Емілі»
Дерев'яний міст
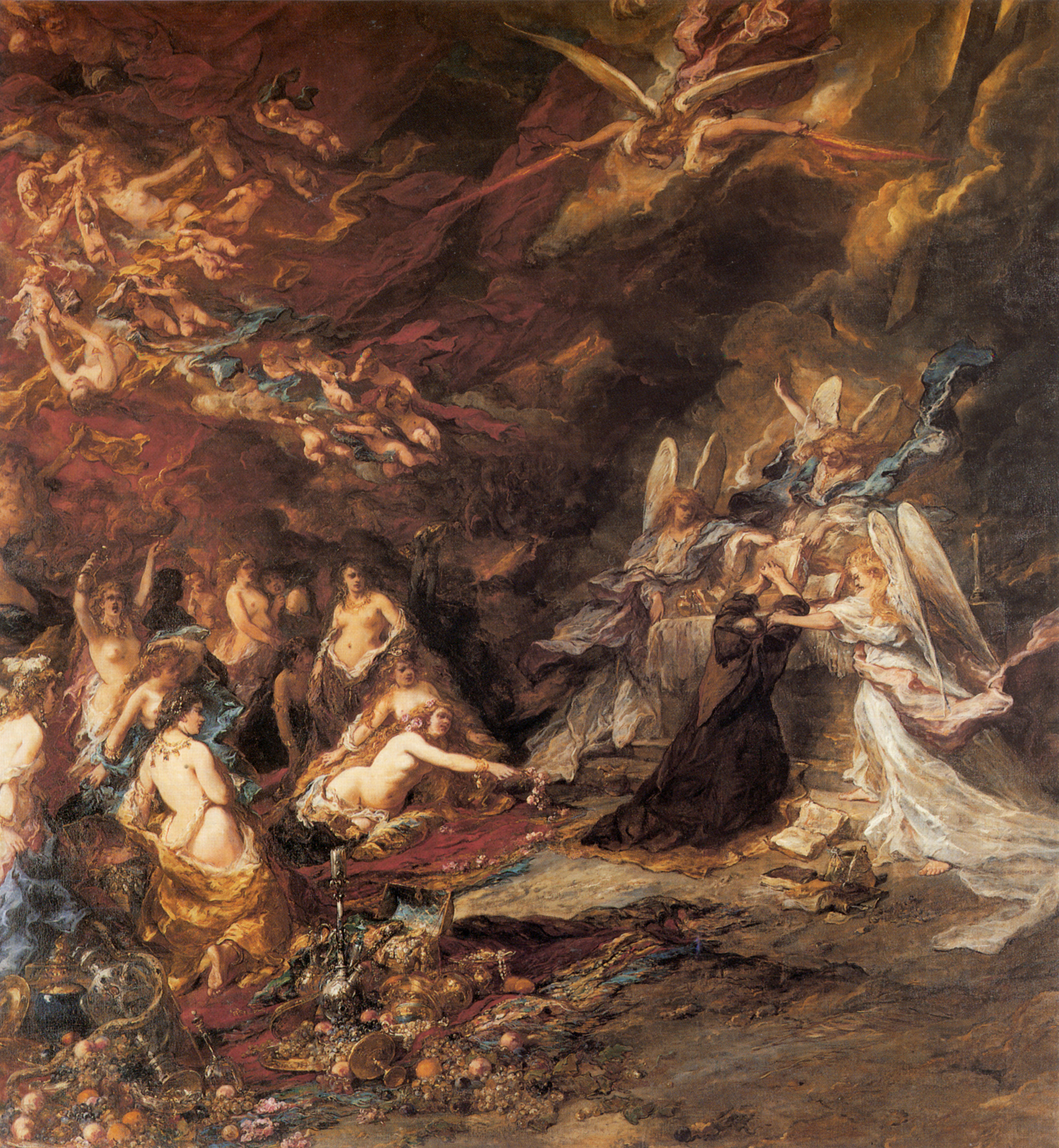
Спокуса святого Антонія
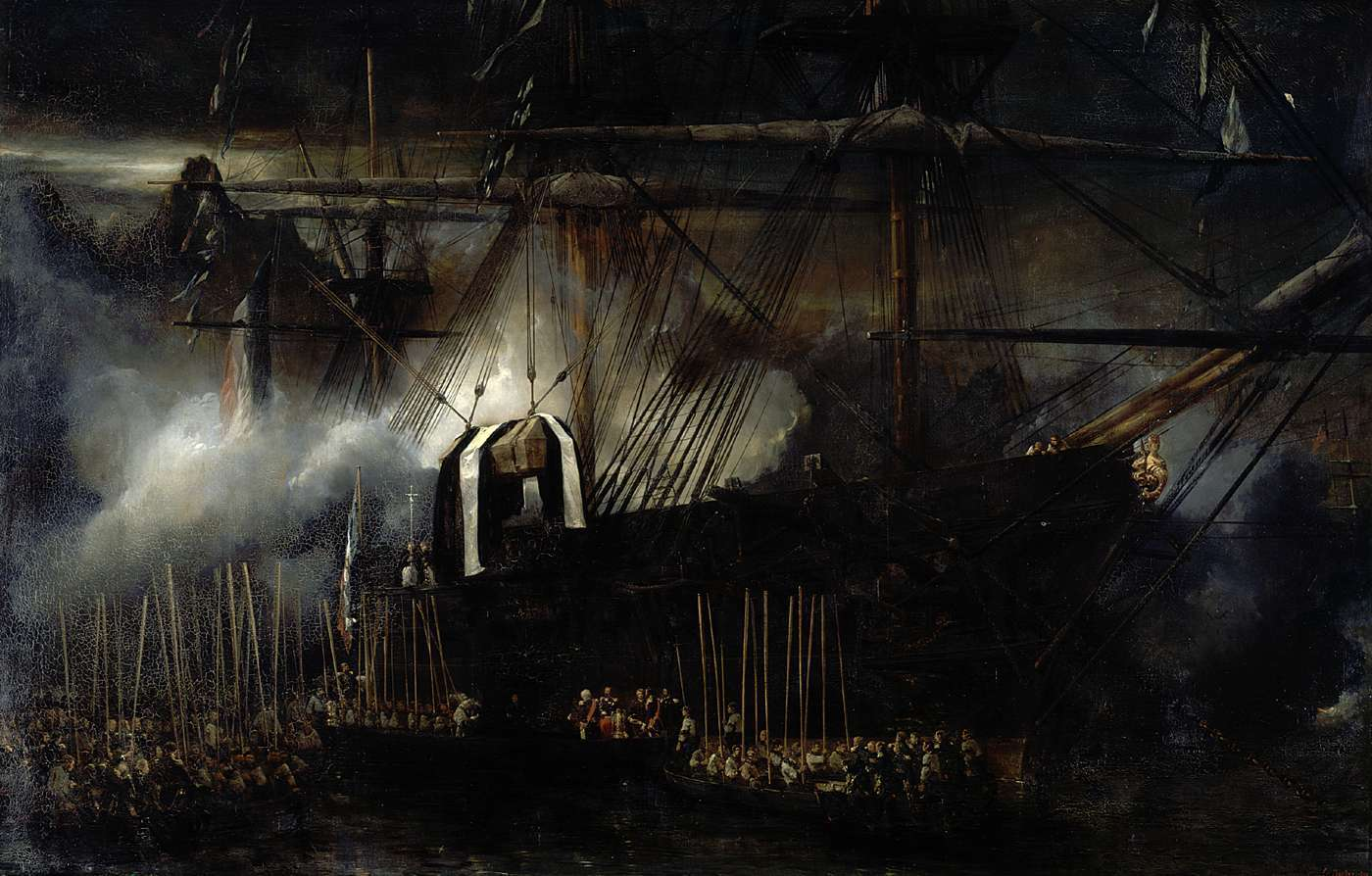
Перевезення праху Наполеона до Парижа